# Bucine
Bucine település Olaszországban, Toszkána régióban, Arezzo megyében. Lakosainak száma 9929 fő (2023. január 1.). Bucine Civitella in Val di Chiana, Gaiole in Chianti, Monte San Savino, Montevarchi, Laterina Pergine Valdarno, Rapolano Terme, Castelnuovo Berardenga és Pergine Valdarno községekkel határos.

## Népesség
A település népességének változása:
| Lakosok száma | 10 120 | 10 087 | 9929 |
|               | 2017   | 2018   | 2023 |